# Triaenonyx corralensis
Triaenonyx corralensis is een hooiwagen uit de familie Triaenonychidae.